# 萧俊贤
蕭俊賢（1865年—1949年），即蕭厔泉，湖南衡陽人。
早年從蒼崖法師、沈詠蓀學畫，後自成一家，被評為「出宋入元，以造化為師」。後應李瑞清聘，任教于兩江優級師範學堂圖畫手工科。晚年寓居上海賣畫。作品有《碧海青天圖》、《溪山無盡圖》、《山居圖》等。